# SN 2010bi
SN 2010bi – supernowa typu II-P odkryta 24 marca 2010 roku w galaktyce NGC 3509. W momencie odkrycia miała maksymalną jasność 17,70m.